# Laura Clay
Laura Clay (Richmond (White Hall), 9 febbraio 1849 – Lexington, 29 giugno 1941) è stata un'attivista, oratrice e politica statunitense.
Cofondatrice e prima presidentessa della Kentucky Equal Rights Association, è stata una leader del movimento del suffragio femminile americano. Fu una delle più importanti suffragette del Sud, favorendo l'approccio dei diritti degli stati al suffragio. Potente oratrice, fu attiva nel Partito Democratico ed ebbe importanti ruoli di leadership nella politica locale, statale e nazionale. Nel 1920 alla Convention Nazionale Democratica, fu una delle due prime donne, insieme a Cora Wilson Stewart, ad essere nominate per la presidenza alla convention di un importante partito politico.

## Biografia

### La famiglia e i primi anni di vita
Figlia di Cassius Marcellus Clay e di sua moglie Mary Jane Warfield, Laura Clay nacque nella loro tenuta, White Hall, vicino a Richmond, Kentucky. Era la più giovane di quattro figlie e fu cresciuta in gran parte da sua madre, a causa delle lunghe assenze di suo padre mentre perseguiva la sua carriera politica e le sue attività come abolizionista. All'età di 15 anni Laura iniziò a mettere in discussione lo status inferiore delle donne nella società confidando nel suo diario: "Penso di avere una mente superiore a quella di molti ragazzi della mia età". Studiò alla Sayre School di Lexington, Kentucky, alla Finishing School della signora Sarah Hoffman a New York, all'Università del Michigan e all'Università del Kentucky.
I suoi genitori divorziarono nel 1878, lasciando Mary Jane Warfield Clay senza casa dopo aver gestito la White Hall per 45 anni. Dopo il divorzio la Clay divenne consapevole delle equità tra uomini e donne sposati e dei loro diritti di proprietà. Questa disuguaglianza galvanizzò le sue sorelle maggiori, Mary e Sarah "Sallie" Clay Bennett, spingendole ad unirsi al movimento per i diritti delle donne, così come Laura e sua sorella minore, Annie, in seguito Mrs. Dabney Crenshaw, cofondatrice della Equal Suffrage League of Virginia.

### Kentucky Woman Suffrage Association
L'undicesima riunione annuale della National American Woman Suffrage Association (AWSA) si tenne a Louisville, Kentucky, il 26 e 27 ottobre 1881. Questa fu la prima volta che Louisville ospitò un evento di suffragio nazionale, e il primo nel sud. La presidente dell'AWSA Lucy Stone e Mary Barr Clay, che divenne presidente dell'AWSA nel 1883, si incontrarono a casa di Mary Jane Warfield Clay a Lexington, Kentucky e la Stone convinse la sorella minore Laura a presentare alla convention. Il postcongresso diede vita alla prima organizzazione di suffragio del Kentucky, e la prima nel Sud, la Kentucky Woman Suffrage Association. Sebbene ci fossero alcuni progetti individuali intrapresi da questa nuova organizzazione, Laura ammise più tardi che non era all'altezza del compito. Conservò copie della costituzione originale che comprendeva un elenco di membri fondatori.

### La Kentucky Equal Rights Association
Dopo la convention dell'AWSA a Cincinnati nel 1888 le sorelle Clay e un gruppo di altre donne tra cui Josephine K. Henry fondarono la Kentucky Equal Rights Association (KERA). Laura Clay fu nuovamente eletta presidente e prestò servizio fino al 1912. Una delle missioni del KERA era migliorare lo status giuridico delle donne nel Kentucky e aumentare le opportunità educative. Le succedette la sua lontana cugina Madeline McDowell Breckinridge. L'organizzazione fece pressioni con successo per una serie di riforme legislative, come la protezione dei salari e dei beni delle donne sposate, richiedendo agli ospedali psichiatrici statali femminili di avere dottoresse nel personale, inducendo l'Transylvania University e l'Università Centrale ad ammettere studentesse, innalzare l'età del consenso al matrimonio per le ragazze a 16 da 12 e l'istituzione di tribunali per i minorenni. Ispirarono anche l'Università del Kentucky a costruire il suo primo dormitorio femminile.

### Coinvolgimento con la National American Woman Suffrage Association
Durante gli anni 1890, la Clay divenne attiva nella National American Woman Suffrage Association e divenne collega di Carrie Chapman Catt, Alice Stone Blackwell, Catherine Waugh McCulloch, Alice Lloyd e altri leader nazionali del movimento per i diritti delle donne. Viaggiò a livello nazionale parlando a nome del suffragio femminile e istituì società di suffragio in nove stati. Ha lavorato a stretto contatto con Henry Blackwell, che propose la Strategia del Sud. Voleva convincere i legislatori del sud che avrebbero potuto mantenere la loro supremazia bianca consentendo di votare solo alle donne istruite. Dopo essere stato un'alleata di Blackwell, Clay convinse la NAWSA ad adottare la Strategia del Sud, che avrebbe fatto pressioni affinché votassero solo le donne bianche istruite. La Clay capì che la NAWSA avrebbe ottenuto sostegno solo se avessero accettato la politica della supremazia bianca, così alla fine riuscì a convincere Anthony ad accettare questa strategia razzista. Nel 1903 la NAWSA escluse i membri neri dalla loro convenzione di New Orleans.

#### Il Piano Kentucky
Conosciuta come una delle "ragazze della zia Susan", Laura Clay assunse un ruolo di leadership nazionale come presidente del Comitato meridionale del NAWSA, e poi nel 1896 fu eletta revisore dei conti. Ha avuto molta influenza sul Comitato aziendale della NAWSA che stabilì le priorità dell'organizzazione nazionale. Nel 1903 la Clay fu eletta presidente del nuovo Comitato per l'Aumento dei Membri della NAWSA e prestò servizio in quel ruolo per vent'anni. Sviluppò un nuovo approccio per acquisire membri che divenne noto come "il programma del Kentucky." La sua idea era quella di riuscire a dimostrare attraverso la crescita del numero dei membri dei club di suffragio che un numero significativo di donne si sarebbe identificato come desideroso del diritto di voto. Questo si inseriva perfettamente nelle strategie NAWSA di produrre statistiche e quantificazione attraverso grafici che spiegassero la necessità, e il progresso, verso l'obbiettivo che le donne guadagnassero il diritto di voto. Per ottenere un numero così elevato di iscritti la Clay raccomandò che i club locali organizzassero una sola riunione all'anno, e quella solo, per raccogliere nomi e quote. Clay vide che in Kentucky era difficile mantenere un interesse più attivo per il movimento nelle aree rurali e rese facoltative le quote associative finché i gruppi locali avessero mantenuto le promesse di sostegno firmate. Questi numeri di impegni avrebbero contato allora come numero di iscritti. Tuttavia, questo metodo non suscitò abbastanza entusiasmo per ottenere i sostenitori necessari a livello locale tali da convincere i legislatori uomini della necessità di un cambiamento.

#### Woman's Peace Party
La Clay si unì al Woman’s Peace Party, un precursore della Women's International League for Peace and Freedom, fondato nel 1915 da Carrie Chapman Catt, Jane Addams e altri. Prestò servizio come presidente del partito nel 7 ° distretto congressuale del Kentucky. Lasciò il partito quando gli Stati Uniti entrarono nella prima guerra mondiale e sostenne attivamente lo sforzo bellico.

#### Dalla strategia meridionale della NAWSA alla Southern States Woman Suffrage Conference
La Clay era anche una sostenitrice dei diritti degli stati. Dopo che Kate M. Gordon organizzò la Southern States Woman Suffrage Conference per sollecitare le legislature statali affinché le leggi concedessero il voto solo alle donne bianche, sostenne il rifiuto di una soluzione federale per i diritti di voto delle donne. Nel 1916 fu eletta vicepresidente della Southern States Woman Suffrage Conference, che si opponeva all'ottenimento del suffragio attraverso un emendamento alla Costituzione degli Stati Uniti. Si oppose al passaggio del Diciannovesimo Emendamento, affermando che violava i diritti degli Stati. Per vedere un'argomentazione dettagliata della Clay su questo argomento, leggi il "Dibattito davanti al Club della Donna del Kentucky Centrale, 18 ottobre 1919. Vinto dalla sfavorevole - Miss Clay."

### Opposizione all'emendamento federale per il suffragio femminile
Nel 1913 la Clay si separò dal KERA e dalla NAWSA a causa della sua opposizione all'emendamento di Susan B. Anthony. La tensione fra Clay e Catt aumentò quando Catt decise che ogni azione statale avrebbe dovuto essere rinviata, concentrandosi invece sull'emendamento nazionale. Poiché Clay era una democratica e favoriva i diritti degli stati, si allineava strettamente con la posizione del presidente Wilson sulla questione: il suffragio dovrebbe spettare a ogni singolo stato e non dovrebbero esserci emendamenti nazionali. Credeva che concedere il diritto di voto a un gran numero di “elettori inesperti”, linguaggio in codice per le donne nere, non fosse una buona idea. Sostenne la sua opposizione all'emendamento federale dicendo che l'emendamento riguardava solo la supervisione del governo nazionale sulle elezioni statali, violando così le scelte degli stati in materia. Clay voleva che il KERA facesse una campagna separata per il suffragio e non ricorrere a un emendamento nazionale ed estendesse la sua supremazia sugli stati. Lei credeva che la clausola attuativa del diciannovesimo emendamento e la conseguente supervisione delle elezioni statali, avrebbe portato alla tirannia e al potere centralizzato di Washington, DC. Sebbene molti affermassero che la Clay si opponeva all'emendamento nazionale per motivi razziali, lei negò che fosse così, insistendo sul fatto che l'emendamento violava i diritti degli Stati.

## Gli anni successivi
Una devota Episcopaliana, la Clay ha lavorato anche per decenni per aprire la leadership laica della Chiesa episcopale alle donne.
Nel 1920 Laura Clay fu una fondatrice del Democratic Women’s Club of Kentucky. Nello stesso anno fu delegata alla Convenzione Nazionale Democratica del 1920 tenutasi a San Francisco tra il 28 giugno e il 6 luglio 1920. Fece la storia americana come una delle prime donne, al fianco della collega delegata del Kentucky Cora Wilson Stewart, ad presentarsi come candidata per la nomina presidenziale di un grande partito politico e, grazie al presidente dei delegati del Kentucky Augustus Owsley Stanley con la Stewart sono state le prime due donne a ricevere un voto ciascuna come candidata alla presidenza. Al 44º ballottaggio il governatore dell'Ohio James M. Cox fu nominato candidato alla presidenza del Partito Democratico con Franklin D. Roosevelt, assistente segretario della Marina di New York, come suo vice presidente. La piattaforma del Partito Democratico sostenne il suffragio femminile. Dopo una serie di votazioni molto combattute al Congresso degli Stati Uniti e nelle legislature statali, il XIX emendamento divenne parte della Costituzione degli Stati Uniti il 26 agosto 1920. Esso sancisce: "Il diritto di voto dei cittadini degli Stati Uniti non deve essere negato o ridotto dagli Stati Uniti o da qualsiasi Stato a causa del sesso".
Nel 1928 la Clay sostenne attivamente la candidatura presidenziale del governatore Al Smith di New York e si oppose al Partito Proibizionista. Nel 1933 prestò servizio come presidente temporaneo della Convenzione del Kentucky per ratificare il Ventunesimo Emendamento, che fu ratificato il 5 dicembre 1933, e fu abrogato il Diciottesimo Emendamento, che aveva introdotto il Proibizionismo quando era stato ratificato il 16 gennaio 1919.
Laura Clay uscì dalla vita pubblica negli ultimi dieci anni. All'età di 92 anni morì il 29 giugno 1941 e fu sepolta nel Cimitero di Lexington.

## Discorsi chiave
- (EN) "The Race Question Again", in Kentucky Gazette, Laura Clay Papers, Special Collections, vol. 17, University of Kentucky (di seguito LCP), aprile 1890. URL consultato il 4 novembre 2023 (archiviato dall'url originale il 16 luglio 2012).
- "Elezioni." 12 dicembre 1890. Atti e dibattiti nella Convenzione Riunita a Frankfort, l'ottavo giorno di settembre 1890, per adottare, modificare o modificare la Costituzione dello Stato del Kentucky. 2:2090-2093. Frankfort, Ky.: E. Polk Johnson, 1890.
- "Discorso sul suffragio parziale" (Convenzione costituzionale del Kentucky, 12 dicembre 1890) WikiSource
- "Discussione dagli insegnamenti della Bibbia." Address, 1894 NAWSA Convention. Woman's Tribune (20 febbraio 1894). Box 17, Scrapbook, LCP.
- "Un nuovo strumento." Address, WCTU Banquet. Lexington, Kentucky. 11 febbraio 1913. Box 16, LCP.
- "Le donne ed il ballottaggio." febbraio 1919, Box 11, LCP.
- "Il Comitato dei cittadini per un emendamento al suffragio di Stato: Lettera aperta al pubblico." 12 giugno 1919. Box 11, LCP.
- "Perché sono una democratica." Democratic Woman's Journal. dicembre 1929. Box 12, LCP.